# Tiroteo de Hot Springs
El duelo de Hot Springs, o tiroteo de Hot Springs, fue un enfrentamiento armado entre dos agencias de seguridad ocurrido en Hot Springs, Arkansas, el 16 de marzo de 1899, en la etapa final del viejo oeste estadounidense. A pesar de ser poco conocida, resultó una refriega más sangrienta que el célebre tiroteo en el O.K. Corral.

## Origen de la tensión
La ciudad de Hot Springs, Arkansas, era un destino muy popular como ciudad balneario y para el turismo de apuestas ilegales, que a finales del siglo XIX solían degenerar en esporádicos brotes de violencia. Hacia 1870, dos facciones se enfrentaban por el control del juego en la ciudad, que por aquel entonces tenía una población de 10 000 habitantes. Estas dos familias, los Flynn y los Doran, se enfrentaron en numerosas ocasiones en el mismo centro de la ciudad.

### La lucha Flynn-Doran
Frank Flynn era el líder de la facción de los Flynn, y en 1883 controlaba con mano firme el mercado de las apuestas ilegales en Hot Springs. El soborno sistemático de las fuerzas del orden le garantizaba libertad e independencia para con sus negocios. Finalmente, los ayudantes del sheriff trabajaban para él, y de este modo cuando algún forastero intentaba abrir un nuevo local de juego en la ciudad tenía que tratar primero con las autoridades. En 1884, sin embargo, el antiguo mayor confederado Alexander S. Doran se instaló en la ciudad y abrió varios locales por su cuenta. Doran tenía fama de ser un buen tirador, y los intentos que se hicieron por intimidarle resultaron infructuosos.
Flynn desafió a Doran a un duelo al poco de su llegada. Doran aceptó y finalmente Flynn recibió un disparo en el pecho, sin consecuencias fatales. Desde ese momento se produjeron numerosos enfrentamientos entre las dos facciones, que terminaron con varios muertos y heridos en ambos bandos. Doran murió en 1888 en el centro de la ciudad, cuando ya había matado a diez personas tratando de defender su posición en el mercado del juego ilegal. Flynn siguió con sus negocios, ejerciendo su influencia sobre la policía para cobrar deudas e impedir la llegada de posibles competidores.

### Política local
Thomas C. Toler, jefe de policía de Hot Springs durante este período, había llegado a la ciudad a principios de la década de 1870 gracias a un contrato con el primer sheriff del condado de Garland, William Little. A mediados de la década de 1890, la decadente popularidad del alcalde W. W. Waters hizo que Toler anunciase su apoyo al candidato de la oposición, William L. Gordon, para las elecciones municipales de 1897. Aunque Gordon resultó elegido y confirmó a Toler en el cargo, anunció una nueva política para regular y restringir el juego en la ciudad. El Departamento de policía de Hot Springs, que era conocido públicamente por su implicación con los cabecillas de la mafia local, vio comprometida su lucrativa posición entre las autoridades locales y los ricos patrones del juego ilegal. Toler proclamó su disconformidad, en beneficio de una política más liberal respecto al juego. Por su parte, Bob Williams, sheriff del condado, apoyaba personalmente al alcalde Gordon, aunque no tenía el apoyo de un colectivo como el departamento de policía. Su ayudante como Chief Deputy era su hermano Coffe Williams. Éste visitaba frecuentemente los establecimientos de juego y tenía cierto problema con la bebida, sin que se considerase que su conducta le inhabilitase para el cargo. De cualquier manera, las posiciones de los bandos se hicieron más agresivas y la tensión empezó a crecer entre la oficina del sheriff y la del departamento de policía, y pronto se desataron acaloradas discusiones entre oficiales de uno y otro cuerpo. Aunque desde fuera pudiese parecer que el sheriff del condado apoyaba la política local del alcalde para librarse del juego ilegal en la ciudad, en realidad el enfrentamiento que estaba a punto de estallar entre el departamento de policía y la oficina del sheriff era una lucha por el control de los sobornos.

## Primer enfrentamiento violento
La mañana del 16 de marzo de 1899, se convocó una reunión de miembros del Partido Independiente en el ayuntamiento de Hot Springs, con el propósito de incluir al candidato a la alcaldía C. W. Fry. Había varios oficiales de policía presentes en la reunión. Toler apoyaba a Fry para las elecciones. Tras el fin de la reunión, una persona sin identificar se reunió con el sheriff Bob Williams, informándole de lo ocurrido durante el encuentro. Williams salió de estampida de su oficina y fue al centro, donde se cruzó casualmente con su amigo Dave Young, quien ocasionalmente trabajaba como ayudante del sheriff. Los dos hombres entraron en el saloon Klondike, donde discutieron sobre la reunión que había tenido lugar esa misma mañana.
A esa misma hora, 13:30, el sargento de policía Tom Goslee estaba almorzando en el café Corrine Remington. Después salió hacia la barbería Tobe & York en el 614 de la Central Avenue para cortarse el pelo. Había dejado su revólver reglamentario de calibre .44 en su mesa de la comisaría, pero llevaba encima un Derringer de dos disparos. Williams y Young salieron del saloon, dirigiéndose hacia la esquina de Spring Street, cuando vieron a Goslee abandonando la peluquería. El sheriff Williams le pidió que atravesase la calle para reunirse con ellos. Goosle extendió la mano para saludar a Williams, quien ignoró el gesto y le dio un papel con los nombres de todos los que habían asistido a la reunión. Williams supuestamente le dijo "quiero saber qué esperas encontrar trabajando contra mí". Goslee no negó nada, y respondió tranquilamente, intentando defender al jefe Toler.
Williams llamó a Goslee mentiroso y cobarde, y empezó a gritarle en medio de la calle. Creyendo que Williams buscaba algo oculto bajo su abrigo Goslee sacó rápidamente su Derringer, diciendo: "No quiero problemas contigo, siendo el sheriff del condado, pero me defenderé si me veo obligado a hacerlo". Young se interpuso, poniéndoles la mano en el hombro: "Chicos, chicos, esto no funciona así". Posteriormente, Young diría a un amigo que pensaba que Goslee habría matado a Williams si no llega a interponerse. 
El sheriff Williams abrió su abrigo, mostrándole a Goslee que no estaba armado, y continuó gritándole. En aquel momento Williams vio a su hijo, Johnny, que trabajaba temporalmente como policía, saliendo del saloon City Hall. El sheriff se acercó a saludarle, y según declararon los testigos, en aquel momento Johnny pasó a su padre su .44, y un amigo le pasó otro para él. Williams disparó a Goslee, que respondió al fuego con su Derringer de dos disparos, retirándose rápidamente bajo el fuego de los Williams.
Goslee escapó ileso por un callejón hasta Sumpter House, donde permaneció refugiado hasta que el Jefe Toler y otro oficial llegaron para escoltarle hasta el ayuntamiento. Toler presentó la denuncia al fiscal David Cloud, quien después de tomarle declaración a los testigos y los dos implicados, efectuó una orden de detención contra el sheriff Williams. Se habían producido catorce disparos en el lance, pero nadie había resultado herido. El jefe Toler sugirió a Goslee que se encontrase con Johnny Williams para intentar arreglar las cosas antes de que fuesen a mayores, y Toler mismo se encontraría con el sheriff Williams. Toler convocó una reunión privada en su casa, a la que estaban citados el mismo Goslee, C. W. Fry, el capitán Lee Haley, Samual H. Stitt (propietario del Hotel Arlington) y George M. French, un terrateniente local. En esa reunión discutieron cómo reducir de la mejor manera las tensiones entre los dos cuerpos de seguridad.
Toler contactó con el sheriff Williams para arreglar una cita a las 17:30, quien aceptó la invitación, aunque dijo no tener mucho tiempo ya que era el cumpleaños 21 de su hija Florence. El sheriff Williams supo después de esa conversación con Toler que su hijo ya había quedado con el sargento Goslee, y contactó con su hermano Coffee para pedirle que acompañase a su hijo a la reunión.

## Segundo tiroteo
Ese día, sobre las 17:00, el capitán Haley y el sargento Goslee iban bajando la Central Avenue cuando se encontraron con Johnny Williams, Coffee Williams y el ayudante Ed Spear frente a la tienda de alimentos Oliver & Finney. Se saludaron cordialmente, y Johnny Williams incluso bromeó diciendo que quería ser amigo de todo el mundo. El jefe Toler y el capitán Haley fueron hacia el Lemp's Beer Depot, donde Louis Hinkle, el cuñado de Haley, trabajaba como camarero. Era allí donde iban a encontrarse con el sheriff Williams. Coffee Williams y Ed Spear pronto aparecieron en el bar. A partir de ese momento las cosas fueron de mal en peor.
Haley dijo a Spear: "Ed, tengo entendido que has dicho a la gente que si asomaba la cabeza, me la volarías de un disparo". Spear se quedó paralizado por un instante, pero contestó que todo el que dijese algo así estaba mintiendo. Louis Hinkle, detrás de la barra, se puso furioso: "¡No me harás quedar como un mentiroso!", le dijo a Spear, y con una sacudida le agarró por el cuello, sacó un cuchillo y le abrió la garganta. Mientras Spear se agitaba intentando zafarse, tratando de contener la hemorragia, Haley increpó a Hinkle: "¡Por el amor de Dios, para!".
Pero Hinkle no le soltó. Toler y Goslee se echaron sobre ellos para separarlo, pero antes de que pudieran alcanzarles Spear se liberó, sacó un revólver y disparó a Hinkle, dándole en la garganta. Hinkle se tambaleó hacia atrás, malherido, y Coffe Williams volvió a dispararle en el pecho. Goslee recibió entonces un tiro de Johnny Williams, que le disparó dos veces desde fuera del bar, alcanzándole en la rodilla y en la ingle. Goslee contestó al fuego, y acertó a Johnny en la cabeza, pero sin matarle. Coffee Williams disparó entonces sobre Goslee, causándole la muerte.
El jefe Toler abrió fuego sobre Coffee Williams, quien salió corriendo a la calle y buscó cobertura tras un vagón de carga. El capitán Haley había huido al empezar el tiroteo, dejando a Toler desarmado y solo. Ed Spear, que seguía sangrando abundantemente, empezó a disparar sobre Toler, apoyado por Coffee Williams, mientras que Toler les atacaba cubriéndose como podía. Spear fue herido de nuevo, esta vez en el hombro, momento que Toler aprovechó para correr hacia una posición más resguardada. En ese instante fue alcanzado por un disparo de Coffee Williams, en la cabeza, y otro de Spear, que le dio en el pecho. Cualquiera de los dos disparos habría sido mortal, y Toler murió instantáneamente. Cuando Toler cayó al suelo se detuvo el tiroteo. Goslee, Hinkle y Toler yacían muertos, y Johnny Williams agonizaba. Alan Carter, que pasaba por ahí, fue herido por una bala perdida, y Spear, que sangraba por la garganta y el hombro, sobrevivió milagrosamente.
Sin embargo, los disparos no habían terminado aún. El detective de Hot Springs Jim Hart acudió al tiroteo, alarmado por algunos vecinos. El sheriff Williams, que había llegado en aquel momento, se encontró a su hijo que agonizaba, y supo todo lo que había pasado por su hermano Coffee. Viendo llegar a Hart, el sheriff Williams se dirigió hacia él, mientras decía "aquí viene otro de esos hijos de puta", apuntándole con su revólver y disparándole a bocajarro en la cara. El ayudante Will Watt, sobrino del sheriff Williams, se inclinó sobre el cuerpo de Hart y le metió otras dos balas en el cuerpo, aunque ya estaba muerto. La esposa del jefe Toler llegó en aquel momento. Viendo a su marido muerto, no derramó una lágrima, pero lanzó una mirada al sheriff Williams. Éste le dijo: "Sí, atrapamos a Toler, y me gustaría tenerte a ti donde está él ahora". La mujer de Toler se marchó, tomó un revólver en su casa y volvió al bar, de donde el sheriff ya se había marchado. Hacia las 21:30, Johnny Williams falleció, cerrando el balance total de cinco muertos y dos heridos.

## Consecuencias
El agente Sam Tate, con la ayuda de su asistente Jack Archer, retiraron los cuerpos y los trasladaron al Gross' Funeral Home. El alcalde Gordon convocó una reunión de emergencia, en la que transfirió el cargo de jefe de policía a L. D. Beldin. Gordon y Beldin escogieron a 150 hombres para organizar una guardia urbana, y los turistas empezaron a salir de la ciudad en gran cantidad. Periodistas enviados por el Arkansas Democrat y el Arkansas Gazette se presentaron rápidamente en la ciudad, y al día siguiente se formó una comisión de investigación, encabezada por el mismísimo gobernador de Arkansas, Daniel Webster Jones. El sheriff Bob Williams, Ed Spear, Will Watt y Coffee Williams fueron acusados de asesinato y arrestados, pero quedaron en libertad bajo fianza. 
Se siguió una serie de procesos, en los que Spear y Coffee Williams fueron considerados no culpables por actuar en legítima defensa. El juicio de Bob Williams y Will Watt terminó en un punto muerto, debido a los testimonios contradictorios de los testigos. La mujer de Jim Hart se quedó ciega, y demandó a Bob Williams por 20.000 dólares, pero perdió. Las tensiones entre el departamento de policía y la oficina del sheriff del condado de Garland se prolongaron durante una década más. Aunque finalmente Frank Flynn tuvo que abandonar la ciudad tras la investigación encargada por la comisión ciudadana organizada por el alcalde Gordon, el juego ilegal continuó controlando la ciudad, y la corrupción no desapareció de los cuerpos que tenían encomendado mantener "la ley y el orden".